# Finex
Il processo Finex è un procedimento per la produzione di ghisa liquida in cui, al contrario di quanto avviene nel processo altoforno, non è necessaria la preparazione della carica mediante sinterizzazione e pellettizzazione, né è necessario l'impiego di carbon coke. Questo processo è essenzialmente una combinazione del letto fluido Finmet e del fusore-gassificatore Corex, da qui il nome.

## Principio di funzionamento
Il minerale, essiccato in un impianto a ciclone, viene ridotto a Direct Reduced Iron (DRI) in un reattore a letto fluido multistadio per mezzo di un gas riducente. Il DRI viene poi compattato a Hot Compacted Iron (HRI) ed infine immesso in un fusore-gassificatore, dove viene fuso in ghisa. L'energia necessaria per la fusione e le reazioni metallurgiche viene generata mediante la gassificazione di carbone con ossigeno; il risultante gas di riduzione viene utilizzato nel reattore a letto fluido per la riduzione del minerale. Alla fine del processo vengono spillati ghisa e scoria metallurgica, analogamente a quanto avviene in altoforno. In aggiunta, nel processo Finex, viene prodotto gas con elevato potere calorifico che può essere impiegato nella produzione di energia elettrica o come gas combustibile. Grazie all'utilizzo diretto di carbone e minerale in polvere è possibile evitare l'utilizzo della cokeria e degli impianti di sinterizzazione con sensibili miglioramenti per l'ambiente.

## Vantaggi
Si stima che l'eliminazione dei processi preliminari renda la costruzione di un impianto Finex meno costosa rispetto alla realizzazione di un impianto altoforno delle medesime dimensioni. In aggiunta è prevista un'ulteriore riduzione dei costi grazie a: minor costo minerale impiegato, minor costo impianto, riduzione esausti, manutenzione e tempi di produzione. Si stima che il processo produca meno inquinanti come SOx, NOx e anidride carbonica, rispetto ai metodi tradizionali.